# Bucklandiella microcarpa
Bucklandiella microcarpa, syn. Racomitrium microcarpon — вид мохів порядку гріміальних (Grimmiales).

## Поширення
Батьківщиною є Європа, Північна Америка, Азія.
Зростає на кислих породах, валунах і скелях, а також на ґрунті або гравію, часто в місцях пізнього снігу, на кам'янистих мохових тундрах, кам'янистих схилах і гранітних скелях, що висять на осипах, переважно на відкритих, сухих або вологих ділянках; на висотах від 0 до 1700 м.

## Характеристика
Рослини утворюють пухкі чи щільні пучки чи килимки, зелені, жовтувато- чи оливково-зелені до світло-жовтих або іноді сіруватих у верхній частині, від коричневих до чорнуватих проксимально, не чи сивого кольору. Стебла від лежачих до прямовисних, (1)2–4(7) см, рясно розгалужені, здебільшого з короткими бічними, пучкоподібними підперистими гілочками, що надає рослинам вузлуватий вигляд. Листки нещільно складчасті та часто розходяться під час висихання, від прямовисних до загнутих у вологому стані, (1.5)2–3.4(3.8) × (0.4)0.5–0.7(0.8) мм, у дистальній частині кілеві. Коробочкові ніжки від темно-червоного до червоно-коричневого забарвлення, (2.5)4.5–8 мм. Коробочка від циліндричної до подовжено-яйцюватої, коричнева, тьмяна до слабко блискучої, (1.2)1.5–2 × 0.3–0.6 мм. Спори (10)12–14(16) мкм.